# S/S Nossan af Stallaholm
S/S Nossan af Stallaholm är en svensk ångslup av kolibrityp med hemmahamn i Nossebro.
S/S Nossan af Stallaholm byggdes i Dalarna 1933 som motorbåt med tändkulemotor och användes som  timmerbuntbåt på Dalälven. År 1981 ersattes förbränningsmotorn med en ångmaskin. Nossan köptes 1994 av nuvarande ägare och går numera i passagerartrafik i Nossan.

## Fartygsfakta
- Byggår: 1933
- Byggare: Bo Landgren
- Material: stål
- Längd över allt: 7,0 meter
- Bredd: 2,05 meter
- Djupgående:  1,0 meter
- Dräktighet:  2,3 bruttoregisterton
- Maskineri: tvåcylindrig kompoundångmaskin, tillverkad av Agne Kallander
- Effekt: 8 ihk
- Passagerarantal: 12

- Registreringsnummer: SLU 09
- Ägare: Ångbåtsföreningen Nossan